# Björn Runge
Björn Lennart Runge (Lysekil, 26 giugno 1961) è un regista e sceneggiatore svedese.

## Biografia
Nato nel 1961 a Lysekil, Runge ha iniziato a lavorare come regista all'età di vent'anni. Dal 1986 al 1989 ha studiato al Dramatiska Institutet di Stoccolma, laureandosi in regia.
Nel 1991 ha diretto il cortometraggio Greger Olsson köper en bil, mentre nel 1996 ha girato il suo primo lungometraggio, Harry och Sonja.
Nel 2004 Runge ha vinto due Guldbagge Award, come miglior regista e miglior sceneggiatore, per il film Alle prime luci dell'alba (2003). Nello stesso anno il lungometraggio è stato anche candidato come miglior film agli stessi Guldbagge Award e ha vinto il Premio l'angelo azzurro al Festival internazionale del cinema di Berlino.
Nel 2005 ha diretto e sceneggiato il film Mun mot mun, che è stato candidato per il Nordic Council Film Prize e ai Guldbagge Award come miglior film, miglior regia e miglior sceneggiatura.
Nel 2017 ha diretto The Wife - Vivere nell'ombra, lungometraggio sceneggiato da Jane Anderson, adattando l'omonimo romanzo di Meg Wolitzer, e interpretato da Glenn Close. Per il suo ruolo nel film, quest'ultima ha vinto il Golden Globe per la migliore attrice in un film drammatico ed è stata candidata all'Oscar alla miglior attrice.

## Filmografia

### Regista
- Ögonblickets barn – film TV (1991)
- Harry och Sonja (1996)
- Vulkanmannen (1997)
- Raymond - sju resor värre (1999)
- Anderssons älskarinna – miniserie TV, 6 puntate (2001)
- Familjen – serie TV, 2 episodi (2002)
- Alle prime luci dell'alba (Om jag vänder mig om) (2003)
- Mun mot mun (2005)
- Happy End (2011)
- The Wife - Vivere nell'ombra (The Wife) (2017)

### Sceneggiatore
- Harry och Sonja, regia di Björn Runge (1996)
- Vulkanmannen, regia di Björn Runge (1997)
- Raymond - sju resor värre, regia di Björn Runge (1999)
- Alle prime luci dell'alba (Om jag vänder mig om), regia di Björn Runge (2003)
- Mun mot mun, regia di Björn Runge (2005)

## Premi e riconoscimenti
Guldbagge
- 2004

Miglior regista per Alle prime luci dell'alba
Migliore sceneggiatura per Alle prime luci dell'alba
- 2006

Candidatura a miglior regista per Mun mot mun
Candidatura a migliore sceneggiatura per Mun mot mun